# Jüdischer Friedhof Prag-Žižkov
Koordinaten: 50° 4′ 54,1″ N, 14° 27′ 3,6″ O

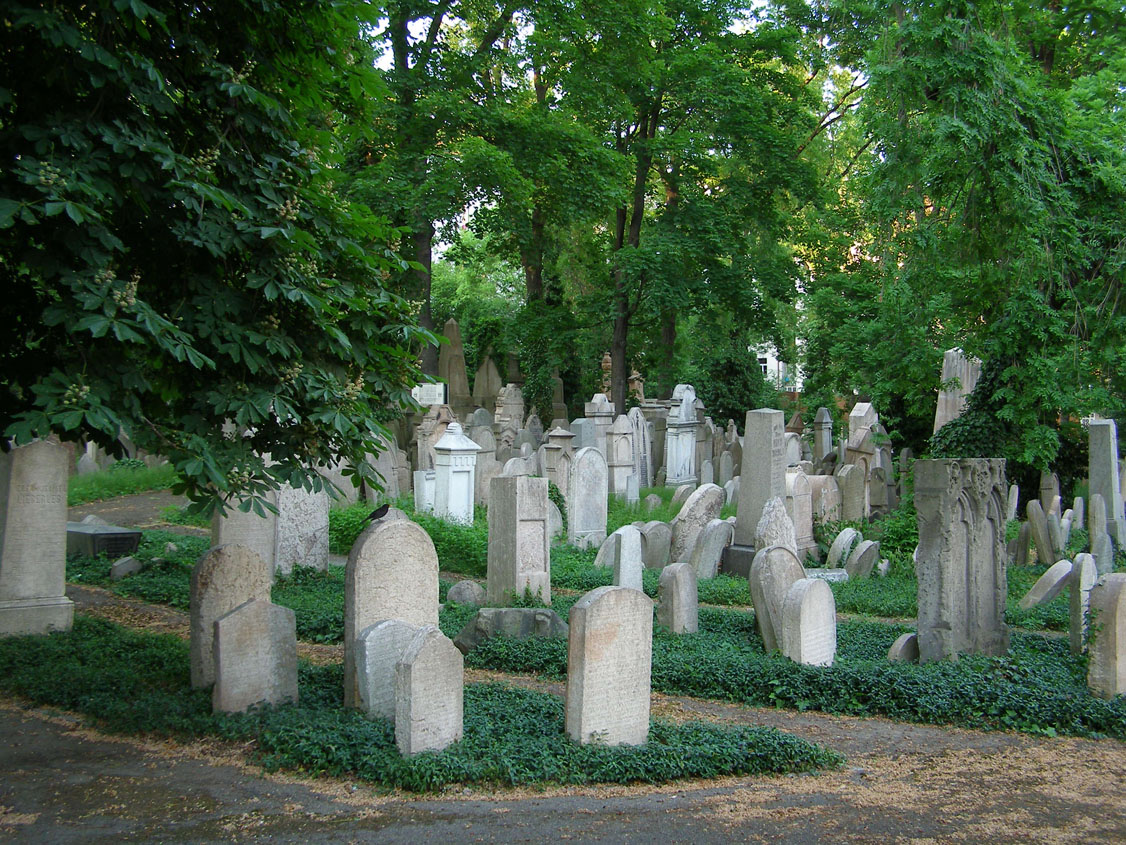
Teilansicht des Friedhofs

Der alte Jüdische Friedhof Prag-Žižkov (tschechisch Židovský hřbitov v Praze-Žižkově) zählt zu den jüdischen Friedhöfen in Prag und liegt im Stadtteil Žižkov. Er befindet sich in der Parkanlage Mahlerovy sady, unmittelbar neben dem Fernsehturm.

## Geschichte
Der jüdische Friedhof in Žižkov wurde im Jahr 1680 gegründet und vor allem während der Pestepidemien (1679 bis 1680 und 1713 bis 1714) genutzt, regelmäßig allerdings erst ab 1787, als die Begräbnisse in der Innenstadt durch Kaiser Joseph II. verboten wurden und der alte Friedhof im Stadtteil Josefov nicht mehr genutzt werden konnte.
Als Ende des 19. Jahrhunderts in der Ortslage Olšany des Stadtteils Žižkov ein kommunaler Friedhof für Prag geschaffen wurde, erwarb die jüdische Gemeinde unmittelbar daneben ein über 100.000 m² großes Grundstück und legte dort 1890 den Neuen Jüdischen Friedhof mit Platz für ungefähr 100.000 Grabstätten an. Gleichzeitig wurden die Bestattungen auf dem alten jüdischen Friedhof in Žižkov eingestellt.
Nach einer Sanierung wurde der alte jüdische Friedhof in Žižkov 2001 wieder der Öffentlichkeit zugänglich gemacht.

## Persönlichkeiten
Auf dem alten jüdischen Friedhof in Žižkov wurden insgesamt etwa 40.000 Personen begraben, unter anderem befinden sich hier die Gräber von Ezechiel Landau (1713–1793), Jonas Jeitteles (1735–1806), Joachim Popper (1731–1795).